# Baumgart (Kreis Heiligenbeil)
Baumgart war ein Ort im Kreis Heiligenbeil in Ostpreußen. Seine Ortsstelle liegt heute im Munizipalkreis Rajon Bagrationowsk (Stadtkreis Preußisch Eylau) in der Oblast Kaliningrad (Gebiet Königsberg (Preußen)) der Russischen Föderation.

## Geographische Lage
Die Ortsstelle Baumgarts liegt westlich der Regionalstraße 27A-002 (ex R 516, heute auch E 28, ehemalige „Berlinka“) im südlichen Westen der Oblast Kaliningrad, 16 Kilometer nordöstlich der früheren Kreisstadt Heiligenbeil (russisch Mamonowo) bzw. 32 Kilometer nordwestlich der heutigen Rajonshauptstadt Bagrationowsk (deutsch Preußisch Eylau).

## Geschichte
Der Gutsort Bomgarthen mit seinem großen Park wurde 1423 das erste Mal urkundlich erwähnt und nach 1423 Bommegarthen, nach 1427 Baumgarthen, nach 1785 Baumgarten und nach 1820 Baumgart genannt. Als 1874 der Amtsbezirk Wesselshöfen (russisch Puschkino) im ostpreußischen Kreis Heiligenbeil errichtet wurde, gehörte der Gutsbezirk Baumgart von Anfang an dazu. Im Jahre 1910 zählte Baumgart 99 Einwohner.
Am 12. März 1914 wurde eine einzelne Wiesenparzelle des Gutsbezirks Baumgart in den Nachbargutsbezirk Otten im Amtsbezirk Jäcknitz (russisch Usornoje) umgegliedert, es folgten am 7. Februar 1923 weitere Ortsteile, die dorthin transferiert wurden. Am 30. September 1928 schließlich wurden weitere Teile Baumgarts in die Landgemeinde Schönrade und der Rest des Ortes in die Landgemeinde Lank (russisch Iljitschowka) verlegt.
1945 wurde die Provinz Ostpreußen in Kriegsfolge zwischen der Sowjetunion und Polen geteilt. Baumgart wurde dem nördlichen und sowjetischen Teil zugeordnet bei einer Entfernung von nur neun Kilometern bis zur russisch-polnischen Staatsgrenze. Danach aber verlor sich Spur des Ortes. Es ist keine russische Namensgebung bekannt, auch nicht die etwaige Zugehörigkeit zu einem Dorfsowjet. Es ist anzunehmen, dass Baumgart schon bald wegen seiner Lage in Grenznähe für etwaige Neuansiedlungen nicht in Frage kam. Der Ort verwaiste und gilt heute als untergegangen. Die Ortsstelle gehört zum Munizipalkreis Rajon Bagrationowsk (Stadtkreis Preußisch Eylau) in der Oblast Kaliningrad (Gebiet Königsberg (Preußen)) der Russischen Föderation.

## Religion
Die überwiegend evangelische Bevölkerung Baumgarts war bis 1945 in die Kirche Bladiau (russisch Pjatidoroschnoje) in der Kirchenprovinz Ostpreußen der Kirche der Altpreußischen Union eingegliedert.

## Verkehr
Die nur noch schwach erkennbare Ortsstelle Baumgarts ist über eine Straßen- und Landwegsverbindung von der Straße 27K-157 im  Abzweig Iljitschowka (Lank) aus zu erreichen.